# Цируль, Фриц Янович
Фриц Янович Ци́руль (Фрицис Цирулис, латыш. Fricis Cīrulis; 1886—1925) — российский революционер, деятель органов внутренних дел Советской Республики.

## Биография
Родился в семье латышских батраков в 1886 году.
Получил домашнее образование. Долгое время жил в Ташкенте, там в 1904 году вступил в Российскую социал-демократическую партию (большевиков). Активный участник революционного движения, неоднократно привлекался к ответственности, в общей сложности провёл в тюрьмах Российской империи 7 лет и 2 месяца, ещё 2 года и 6 месяцев провёл в ссылке.
После Октябрьской революции Цируль активно участвовал в установлении Советской власти на территории Средней Азии, с декабря 1917 года возглавлял Ташкентскую городскую охрану. В начале 1920-х годов руководил Ташкентской городской милицией, а также заведовал отделом управления горисполкома. В ноябре 1922 года после перевода на другую должность Григория Александровича Русанова Цируль возглавил Главное политическое управления (ГПУ) Туркестана.
В июле 1923 года Цируль был переведён в Москву на должность начальника Управления Московской Рабоче-Крестьянской Милиции. Трагически погиб в автомобильной катастрофе на спуске Бакунинской улицы к Электрозаводскому мосту в Москве 22 октября 1925 года. Похоронен на Новодевичьем кладбище Москвы (участок № 1).
Был награждён орденом Трудового Красного Знамени РСФСР.
В честь Цируля были названы Московская школа милиции и Клуб московской милиции, однако во время сталинских репрессий после ареста многих его сподвижников эти объекты были лишены его имени.